# The Rolling Stones European Tour 1970
Dwudziesta piąta trasa koncertowa w historii brytyjskiej grupy The Rolling Stones.

## Historia
Była to pierwsza europejska trasa od pamiętnej trasy roku 1967. Tym razem Stonesi nie zawitali za Żelazną Kurtynę. Stonesi w międzyczasie stali się modelowym zespołem występującym co roku w Europie, Wielkiej Brytanii i USA. Koncerty były podobne do tych z American Tour 1969, z tym, że zamiast dawać dwa koncerty jednego dnia jak robiło to większość grup tamtego okresu, Stonesi występowali raz na dzień. Zgodnie z tradycją trasa nie mogła przebiec bez incydentów. Tak więc koncert odbywający się 4 września na stadionie Rasunda w Sztokholmie został przerwany przez policję, z obawy, że fani prowokowani przez Jaggera zaczną szturmować scenę. 14 września w Hamburgu około tysiąc biletów zostało uznanych fałszywe podczas koncertu i potrzeba było dwustu policjantów by zatrzymać rozczarowanych fanów. Dwa dni później w Berlinie Zachodnim w Deutschlandhalle w doszło do zamieszek wśród młodzieży i policja aresztowała przed koncertem około 50 osób. W Mediolanie podczas koncertu grupa dwóch tysięcy ludzi próbowała sforsować bramę, by wedrzeć się na występ Stonesów. Policja użyła gazu łzawiącego Aresztowano 63 osoby, urazy były obecne zarówno w tłumie jak i policji.

## Repertuar koncertów
1. Jumpin' Jack Flash
2. Roll Over Beethoven
3. Sympathy for the Devil
4. Stray Cat Blues
5. Love in Vain
6. Prodigal Son
7. You Gotta Move
8. Dead Flowers
9. Midnight Rambler
10. Live With Me
11. Let it Rock
12. Little Queenie
13. Brown Sugar
14. Honky Tonk Women
15. Street Fighting Man

## The Rolling Stones
Zespół
- Mick Jagger - śpiew, harmonijka
- Keith Richards - gitara, wokal wspierający
- Mick Taylor - gitara
- Bill Wyman - gitara basowa
- Charlie Watts - instrumenty perkusyjne, perkusja

Dodatkowi muzycy
- Ian Stewart - fortepian
- Bobby Keys - saksofon
- Jim Price - puzon

## Lista koncertów
| Data                | Miasto          | Kraj             | Miejsce                                        |
| ------------------- | --------------- | ---------------- | ---------------------------------------------- |
| 30 sierpnia 1970    | Malmö           | Szwecja          | Baltiska Hallen                                |
| 2 września 1970     | Helsinki        | Finlandia        | Stadion Olimpijski                             |
| 4 września 1970     | Sztokholm       | Szwecja          | Råsundastadion                                 |
| 6 września 1970     | Göteborg        | Szwecja          | Liseberg                                       |
| 9 września 1970     | Aarhus          | Dania            | Vejlby-Risskov Hallen                          |
| 11 września 1970    | Kopenhaga       | Dania            | Forum                                          |
| 12 września 1970    | Kopenhaga       | Dania            | Forum                                          |
| 14 września 1970    | Hamburg         | Niemcy Zachodnie | Ernst-Merck-Halle                              |
| 16 września 1970    | Berlin Zachodni | Niemcy Zachodnie | Deutschlandhalle                               |
| 18 września 1970    | Kolonia         | Niemcy Zachodnie | Sporthalle                                     |
| 20 września 1970    | Stuttgart       | Niemcy Zachodnie | Killesberg                                     |
| 22 września 1970    | Paryż           | Francja          | Palais des Sports                              |
| 23 września 1970    | Paryż           | Francja          | Palais des Sports                              |
| 24 września 1970    | Paryż           | Francja          | Palais des Sports                              |
| 27 września 1970    | Wiedeń          | Austria          | Stadthalle                                     |
| 29 września 1970    | Rzym            | Włochy           | Palazzo Dello Sport                            |
| 1 października 1970 | Mediolan        | Włochy           | Palalido Palazzo Dello Sport                   |
| 3 października 1970 | Lyon            | Francja          | Palais des Sports de Gerland                   |
| 5 października 1970 | Frankfurt       | Niemcy Zachodnie | Festhalle                                      |
| 6 października 1970 | Frankfurt       | Niemcy Zachodnie | Festhalle                                      |
| 7 października 1970 | Essen           | Niemcy Zachodnie | Grugahalle                                     |
| 9 października 1970 | Amsterdam       | Holandia         | Amsterdam RAI Exhibition and Convention Centre |